# Kokyo

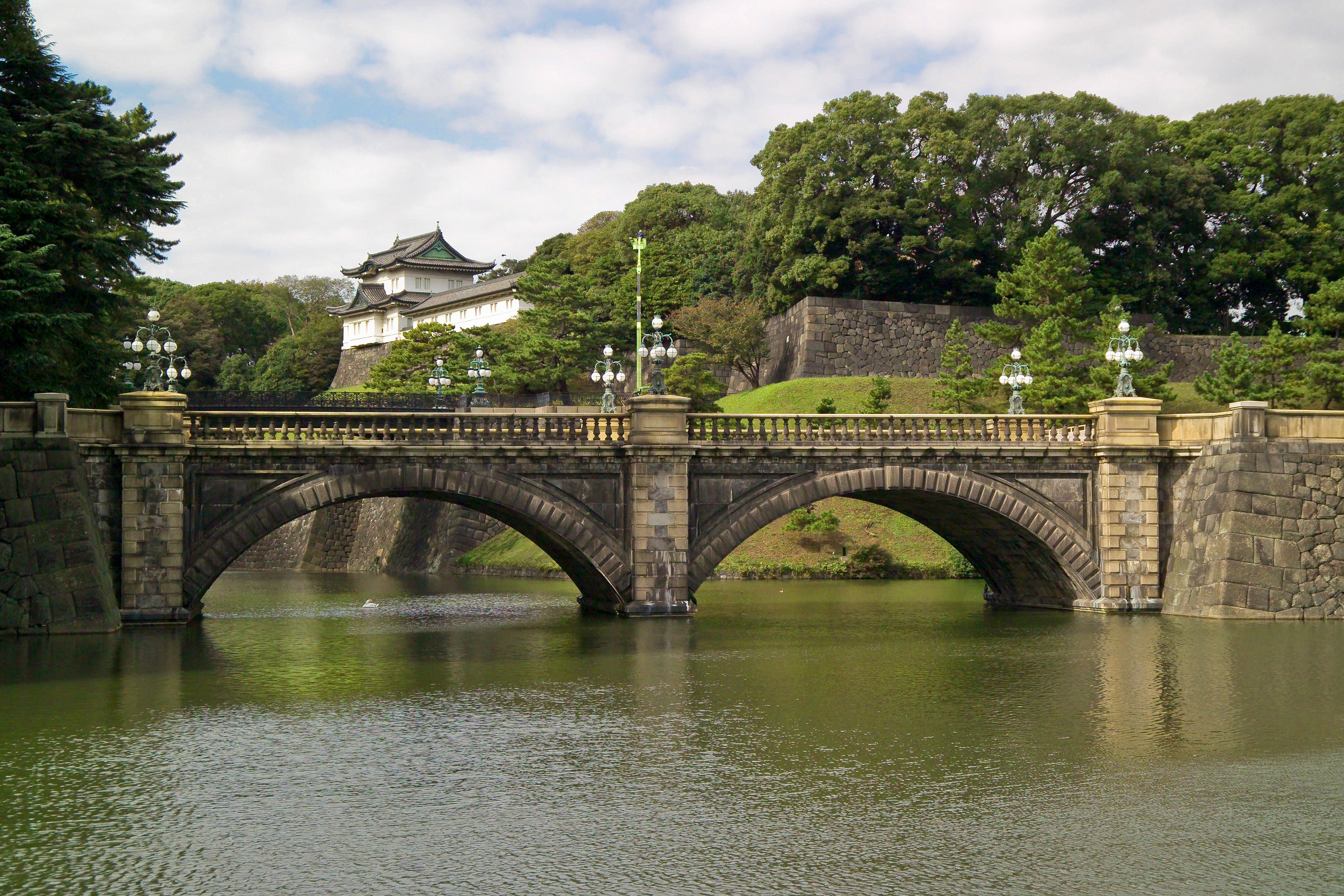
De Seimon Ishibashi brug, die toegang geeft tot het keizerlijke paleis

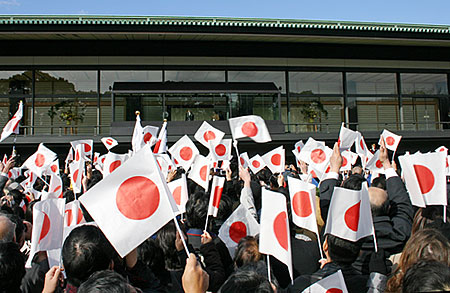
Keizer Akihito maakt zich klaar om de burgers te groeten op zijn verjaardag.

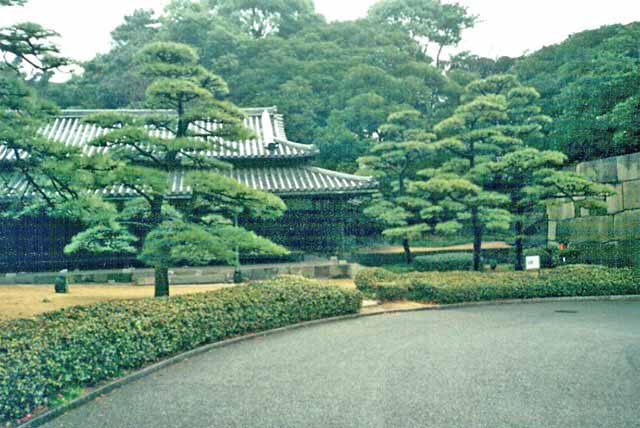
Tuin van het keizerlijk paleis

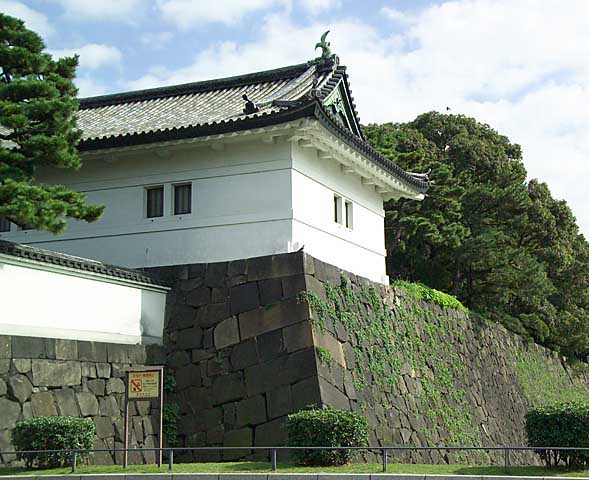
Verdedigingswerken boven de gracht die het paleis omringt

Kokyo (Japans: 皇居, Kōkyo) is het Japanse keizerlijke paleis in de speciale wijk Chiyoda in het centrum van Tokio.
Na de Meiji-restauratie en het afzetten van de Shogun, verhuisde het keizerlijke hof van Kyoto naar Tokio. De voormalige vesting, het Edokasteel, werd de residentie van de keizer van Japan. Van 1888 tot 1948 heette het paleis kyūjō (paleiskasteel). Het paleis werd in de Tweede Wereldoorlog verwoest bij bombardementen, maar werd in dezelfde stijl herbouwd, en weer in gebruik genomen in 1968.
Het paleis zelf is in het algemeen niet toegankelijk voor bezoekers, maar de oostelijke tuinen zijn open voor toeristen. Het paleis is alleen open voor het publiek gedurende twee dagen van het jaar: de verjaardag van de keizer, en de Japanse nieuwjaarsdag, 2 januari.
De Kokyo is dicht bij het Tokio Centraal Station. In de lente is het terrein van het paleis omringd door bloeiende kersenbloesem (sakura).

## Eerdere keizerlijke paleizen
- Heijo-paleis in Nara, het keizerlijke paleis gedurende de Naraperiode (710-784)
- Kyoto Gosho - Keizerlijke paleis in Kioto, residentie van de keizer tot de verhuizing naar Tokio in 1868.